# Schweizer Alpine Skimeisterschaften 2025
Die Schweizer Alpinen Skimeisterschaften 2025 finden vom 2. bis 7. April in Zinal und Saint-Luc im Kanton Wallis statt. Auf dem Programm stehen die Disziplinen Abfahrt, Super-G, Riesenslalom und Slalom.

## Herren

### Abfahrt
| Platz | Sportler          | Zeit (min) |
| ----- | ----------------- | ---------- |
| 1     | Franjo von Allmen | 1:08,00    |
| 2     | Alexis Monney     | 1:08,33    |
| 3     | Joel Lütolf       | 1:09,18    |
| 4     | Dominic Ott       | 1:09,23    |
| 5     | Lars Rösti        | 1:09,48    |
| 6     | Silvano Gini      | 1:09,50    |
| 7     | Delio Kunz        | 1:09,52    |
| 8     | Joel Bebi         | 1:09,60    |
| 9     | Denis Corthay     | 1:09,66    |
| 9     | Fabian Spring     | 1:09,66    |

Datum: 2. April
Ort: Zinal

### Super-G
| Platz | Sportler          | Zeit (s) |
| ----- | ----------------- | -------- |
| 1     | Sandro Zurbrügg   | 58,00    |
| 2     | Dominic Ott       | 58,74    |
| 3     | Gaël Zulauf       | 58,79    |
| 3     | Alexis Monney     | 58,79    |
| 5     | Marco Kohler      | 58,89    |
| 6     | Franjo von Allmen | 58,92    |
| 7     | Livio Hiltbrand   | 59,09    |
| 8     | Stefan Rogentin   | 59,17    |
| 9     | Eric Wyler        | 59,31    |
| 10    | Alessio Miggiano  | 59,33    |

Datum: 4. April
Ort: Zinal

### Riesenslalom
| Platz | Sportler          | Zeit (min) |
| ----- | ----------------- | ---------- |
| 1     | Livio Simonet     | 2:17,33    |
| 2     | Nick Spörri       | 2:17,66    |
| 3     | Sandro Zurbrügg   | 2:17,84    |
| 4     | Semyel Bissig     | 2:17,85    |
| 5     | Florian Vogt      | 2:17,95    |
| 6     | Kilian Abplanalp  | 2:18,37    |
| 7     | Marco Fischbacher | 2:18,71    |
| 8     | Joel Lütolf       | 2:18,96    |
| 9     | Nando Reiser      | 2:19,10    |
| 10    | Eric Wyler        | 2:19,19    |

Datum: 5. April
Ort: Zinal

### Slalom
| Platz | Sportler          | Zeit (min) |
| ----- | ----------------- | ---------- |
| 1     | Marc Rochat       | 1:27,34    |
| 2     | Ramon Zenhäusern  | 1:27,44    |
| 3     | Matthias Iten     | 1:27,59    |
| 4     | Sandro Simonet    | 1:27,85    |
| 5     | Noel von Grünigen | 1:28,42    |
| 6     | Gino Stucki       | 1:28,48    |
| 7     | Reto Mächler      | 1:28,61    |
| 8     | Tanguy Nef        | 1:28,66    |
| 9     | Florian Vogt      | 1:28,73    |
| 10    | Giuliano Fux      | 1:28,78    |

Datum: 7. April
Ort: St-Luc

## Damen

### Abfahrt
| Platz | Sportlerin         | Zeit (min) |
| ----- | ------------------ | ---------- |
| 1     | Stefanie Grob      | 1:10,51    |
| 2     | Delia Durrer       | 1:10,93    |
| 3     | Janine Schmitt     | 1:10,99    |
| 4     | Sina Fausch        | 1:11,88    |
| 5     | Joana Hählen       | 1:11,91    |
| 6     | Céline Reichenbach | 1:12,05    |
| 7     | Daria Zurlinden    | 1:12,14    |
| 8     | Nora Guggisberg    | 1:12,26    |
| 9     | Sina Elsa          | 1:12,32    |
| 10    | Allegra Frei       | 1:12,34    |

Datum: 2. April
Ort: Zinal

### Super-G
| Platz | Sportlerin        | Zeit (s) |
| ----- | ----------------- | -------- |
| 1     | Corinne Suter     | 58,50    |
| 2     | Malorie Blanc     | 58,71    |
| 3     | Stefanie Grob     | 58,73    |
| 4     | Alina Willi       | 59,15    |
| 5     | Janine Schmitt    | 59,33    |
| 6     | Sina Fausch       | 59,68    |
| 7     | Dania Allenbach   | 59,90    |
| 8     | Priska Ming-Nufer | 1:00,21  |
| 9     | Leandra Zehnder   | 1:00,27  |
| 10    | Vanessa Kasper    | 1:00,33  |

Datum: 4. April
Ort: Zinal

### Riesenslalom
| Platz | Sportlerin        | Zeit (min) |
| ----- | ----------------- | ---------- |
| 1     | Vanessa Kasper    | 2:22,21    |
| 2     | Sue Piller        | 2:22,53    |
| 3     | Malorie Blanc     | 2:23,03    |
| 4     | Shaienne Zehnder  | 2:23,83    |
| 5     | Dania Allenbach   | 2:24,13    |
| 6     | Stefanie Grob     | 2:24,23    |
| 7     | Janine Schmitt    | 2:24,33    |
| 8     | Selina Egloff     | 2:24,61    |
| 9     | Sina Fausch       | 2:24,92    |
| 10    | Juliette Fournier | 2:25,05    |

Datum: 6. April
Ort: Zinal

### Slalom
| Platz | Sportlerin          | Zeit (min) |
| ----- | ------------------- | ---------- |
| 1     | Selina Egloff       | 1:26,98    |
| 2     | Anuk Brändli        | 1:27,20    |
| 3     | Mélanie Meillard    | 1:27,30    |
| 4     | Aline Danioth       | 1:27,42    |
| 5     | Aline Höpli         | 1:27,91    |
| 6     | Eliane Christen     | 1:28,01    |
| 7     | Faye Buff           | 1:28,36    |
| 8     | Amélie Klopfenstein | 1:28,72    |
| 9     | Sarina Dörig        | 1:28,90    |
| 10    | Shaienne Zehnder    | 1:28,92    |

Datum: 7. April
Ort: St-Luc